# Lavamünd
Lavamünd (slovinsky Labot) je městys v okresu Wolfsberg, ve spolkové zemi Korutany v Rakousku, na řece Drávě na hranici se Slovinskem. K 1. lednu 2016 zde žilo 2983 lidí.

## Poloha, popis

### Geografická poloha
Lavamünd se nachází v jihovýchodní části Korutan na ostrohu nad soutokem řek Lavant a Dráva, která zároveň tvoří jižní hranic obce. Nadmořská výška je 348 metrů nad mořem, což je zároveň nejnižší bod v Korutanech. Sousedními obcemi jsou: Sankt Georgen im Lavanttal na severu, Eibiswald na východě, Neuhaus na jihozápadě, Ruden na západě a Sankt Paul im Lavanttal na severozápadě. Městys Lavamünd sousedí na jihu a na jihovýchodě se Slovinskem.

### Správní členění
Lavamünd je rozdělena do deseti katastrálních území, slovinské názvy jsou uvedeny v závorkách:
- Ettendorf
- Großlamprechtsberg
- Hart (Dobrova)
- Lamprechtsberg-Hartneidstein
- Lavamünd (Labot)
- Lorenzenberg (Šentlovrenc)
- Magdalensberg
- Rabenstein (Rabštajn pri Labotu)
- Weißenberg
- Wunderstätten (Drumlje pri Labotu)

Městys se skládá z následujících 20 částí (sídel) (v závorkách počet obyvatel ke dni 1. ledna 2015):
| - Achalm (187) - Ettendorf (302) - Hart/Dobrova (132) - Krottendorf (142) - Lamprechtsberg (196) - Lavamünd/Labot (327) - Lorenzenberg/Šentlovrenc (81) | - Magdalensberg/Štalenska gora (464) - Pfarrdorf (360) - Plestätten (94) - Rabenstein/Rabštajn (26) - Rabensteingreuth (84) - Sankt Vinzenz (6) - Schwarzenbach (119) | - Unterbergen (70) - Unterholz (51) - Weißenberg (199) - Witternig (25) - Wunderstätten/Drumlje (96) - Zeil (51) |

Podél jižní hranice území obce, téměř souběžně s řekou Drávou, prochází zemská silnice B80 (Lavamünder Straße), která končí na hranici se Slovinskem. Ještě předtím se z ní v části Lavamünd k jihu odpojuje silnice B81 (Bleiburger Straße) a pak v sídle Pfarrdorf na ni navazuje silnice B69 (Südsteirische Grenz Straße).